# Quark (queijo)

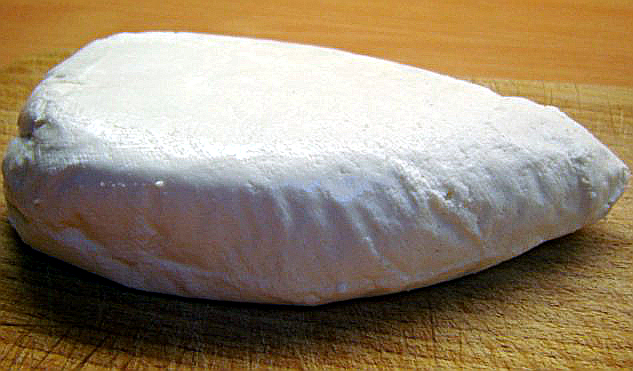
Quark fresco da Polónia.

Quark é um tipo de queijo fresco, branco, cremoso e levemente ácido, bastante popular na culinária de países de língua alemã (Alemanha, Áustria e Suíça), do norte da Europa, França, Países Baixos, Hungria, Israel, países eslavos e países bálticos, e também na culinária dos judeus asquenazes.

## Preparação
Tradicionalmente, o preparo consiste em se aquecer leite azedado (acidificação por fermentação láctica) até que se chegue ao nível desejado de "coagulação" (desnaturação) das proteínas. A substância resultante deste processo é então torcida para eliminar os líquidos. Esse tipo de queijo possui mais de 73% de água na matéria não gorda, por isto é considerado um queijo cremoso, embora em alguns países ele seja tradicionalmente considerado um tipo de laticínio fermentado. O quark tradicional é feito sem coalho, mas em algumas receitas contemporâneas o coalho é adicionado. É um queijo suave, branco, que não é envelhecido e geralmente também não é acrescido de sal de cozinha.